# Ariștat
Ariștat era zeul persan al onestității/cinstei.